# Peixe-limpador

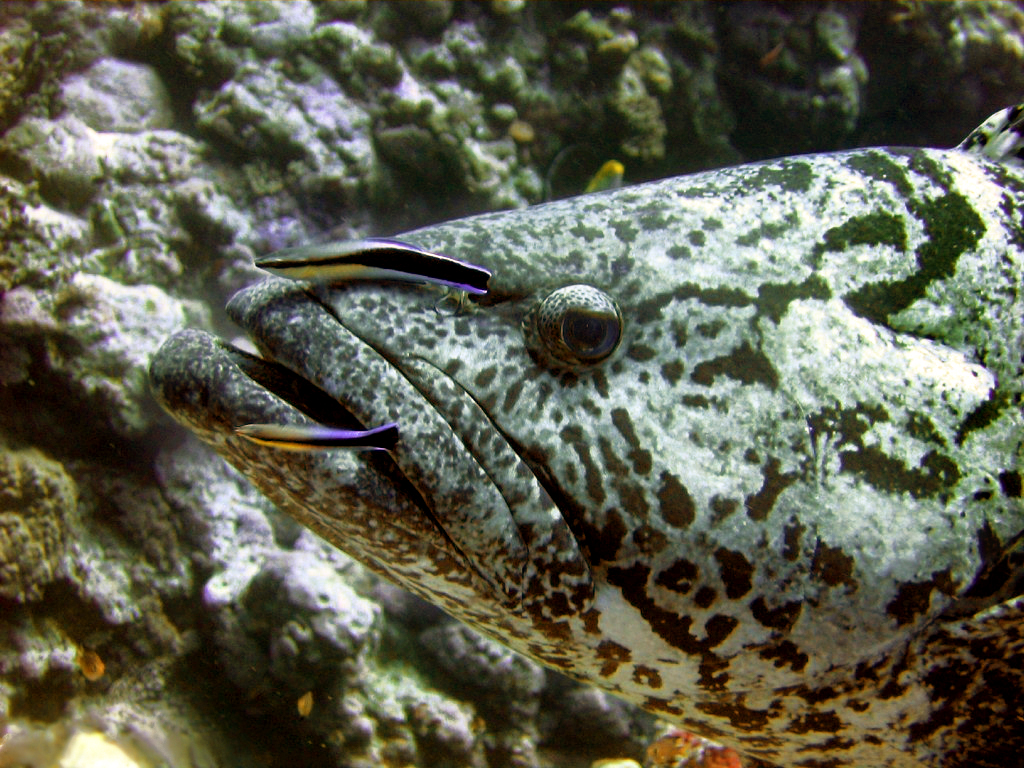
Um bacalhau-batata (Epinephelus tukula) é limpo por dois bodiões-limpadores-listrados (Labroides dimidiatus).

Os peixes limpadores, também conhecido como peixe-dentista, são peixes que estabelecem uma relação de mutualismo com outros peixes maiores (como a jamanta), em que removem tecidos mortos ou parasitas do corpo destes (chamados de clientes). Ele desenvolve a delicada missão de manter livre de parasitas o corpo de muitos peixes. Apesar do tamanho (8 a 10 cm de comprimento), não tem receio de aproximar-se de grandes peixes, nem mesmo de penetrar na garganta de grandes predadores, para fazer uma limpeza interna. O peixe-limpador é particularmente abundante nas costas do oceano Índico e no Mar Vermelho.
Há uma grande variedade de peixes que apresentam esse comportamento, como vários membros das famílias Labridae, Cichlidae, Siluriformes e Gobiidae.[carece de fontes?]